# 阿里卡利河

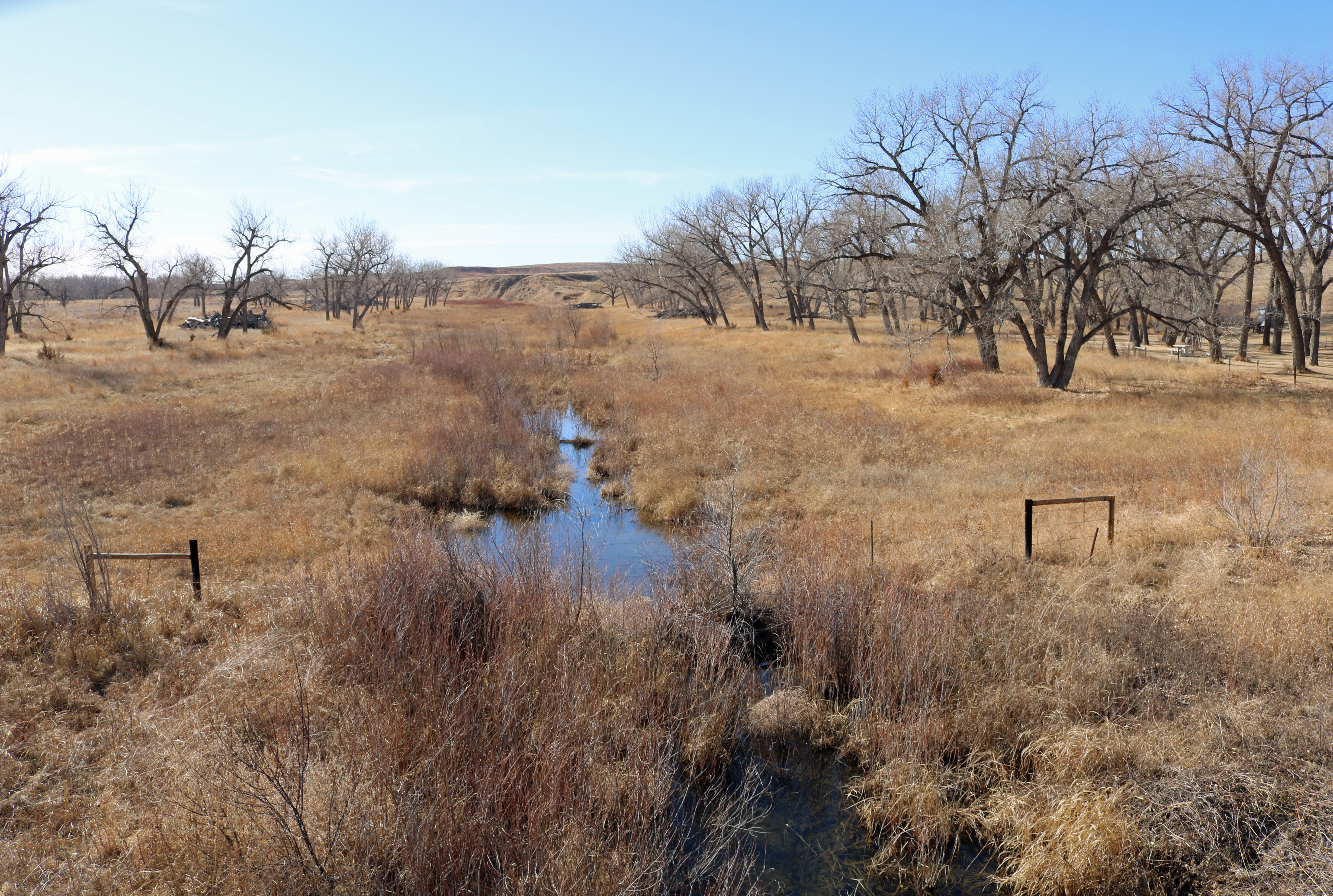
阿里卡利河

阿里卡利河（英語：Arikaree River）是北美大平原中部的一条河流，长约156-英里（251-）是里帕布利肯河的一条支流，其径流长度的大部分位于美国科羅拉多州。